# Воєнні злочини в Полтавській області під час російсько-української війни
У ніч на суботу, 9 квітня, російські загарбники обстріляли ракетами інфраструктуру у Миргороді Полтавської області. Двоє людей постраждали.
Російські окупанти 24 квітня 2022 року 9 разів вдарили ракетами по інфраструктурі Кременчука на Полтавщині. Внаслідок ракетних ударів зазнали значні руйнування ТЕЦ та НПЗ, 1 людина загинула, 7 - поранені.
Росія балістичними ракетами "Іскандер" 24 квітня 2022 року знищила Кременчуцьку ТЕЦ, яка постачала електроенергію всьому місту.
Російські окупанти 11 травня 2022 року обстріляли Полтавську область з літака. Окупанти вдарили по об'єкту інфраструктури. Рятувальники гасять пожежу. Інформація про постраждалих і руйнування уточнюється.   
Російські окупанти 12 травня 2022 року 4 рази обстріляли Кременчуцький нафтопереробний завод. 
Російські війська 20 травня 2022 року завдали удару по об‘єкту інфраструктури Лубенської громади що на Полтавщині.
Росіяни 18 червня 2022 року завдали ракетного удару по НПЗ і ТЕЦ та інших об‘єктах інфраструктури Кременчука.
Росіяни 27 черевня 2022 року завдали кілька ракетних ударів по торговому центру "Амстор" в Кременчуку, внаслідок чого встановлено 18 загиблих, ще 65 осіб звернулося за медичною допомогою.
Дві людини загинули, дві дістали поранення та ще двоє вважаються зниклими безвісти у результаті ракетного удару росіян по промисловому об’єкту на Полтавщині вночі 28 серпня 2023 року.